# Samson Yego
Samson Yego Kipchirchir (ur. 1 września 1971) – kenijski lekkoatleta, sprinter.
Dwukrotny olimpijczyk – w 1996 biegł w kenijskiej sztafecie 4 x 400 metrów, która awansowała do finału, jednak ostatecznie Kenijczycy nie wystartowali w biegu o medale ponieważ kontuzje zdekompletowały ich zespół. Cztery lata później kenijska sztafeta 4 x 400 metrów z Yego w składzie została zdyskwalifikowana w biegu półfinałowym i odpadła z dalszej rywalizacji.

## Rekordy życiowe
- Bieg na 400 metrów – 45,58 (1996)